# Dendrophryniscus brevipollicatus
Dendrophryniscus brevipollicatus – gatunek płaza bezogonowego z rodziny ropuchowatych.

## Systematyka
Dendrophryniscus brevipollicatus zalicza się do rodziny ropuchowatych (Bufonidae). W 2019 roku Cruz i współpracownicy dokonali rewizji taksonomicznej gatunku, wydzielili z niego 4 nowo opisane gatunki: Dendrophryniscus izecksohni, Dendrophryniscus haddadi, Dendrophryniscus jureia i Dendrophryniscus davori, wyznaczyli neotyp Dendrophryniscus brevipollicatus oraz na nowo określili zasięg tego gatunku.

## Rozmieszczenie geograficzne
Płaz ten jest endemitem południowo-wschodniej Brazylii. Jego zasięg występowania obejmuje tereny stanu Rio de Janeiro, a dokładniej zbocza i podnóże pasma Serra do Mar.

## Ekologia
Płaz należy do gatunków nizinnych: bytuje na wysokościach nie przekraczających 500 m nad poziomem morza. Siedlisko tego gatunku to lasy deszczowe pierwotne i wtórne, sezonowo zalewane, w obrębie których D. brevipollicatus żyje wśród roślin ananasowatych. Formacja roślinna, w której występuje, to tzw. las atlantycki. Gatunek nie potrafi przetrwać w środowisku mocno zdegradowanym działalnością ludzką.

## Cykl życiowy
Płaz rozmnaża się dzięki roślinom ananasowatym. Żyje na nich stadium larwalne.

## Zagrożenia i ochrona
Płaz występuje pospolicie, a trend jego liczebności oceniany jest jako stabilny.
Płaz zagrożony jest utratą środowiska naturalnego, jednak obecnie w dużo mniejszym stopniu niż miało to miejsce w czasach historycznych. Traci siedliska na skutek wylesiania, wypasu zwierząt gospodarskich, osadnictwa ludzkiego i zbioru ananasowatych. Zwierzę występuje na dwóch obszarach objętych ochroną, w tym w parku narodowym.